# Bateria de Santo Antônio da Praia de Fora
Bateria de Santo Antônio da Praia de Fora localizava-se na na antiga praia da Vargem (também praia de Fora, atual praia do Rio Branco), na enseada de Jurujuba, no município de Niterói, no estado brasileiro do Rio de Janeiro.

## História
No exterior da barra da baía da Guanabara, esta bateria tinha a função de defender o acesso à elevação padrasto à Fortaleza de Santa Cruz da Barra, cuja defesa complementava, e a quem se subordinava.
Encontrava-se em construção em 1701, quando o Capitão Marcos da Costa da Fonseca foi nomeado como seu comandante ("Carta Patente de Marcos da Costa da Fonseca, Capitão da Fortaleza de Santo Antônio da Praia da Vargem", 15 de março de 1701. Livro dos Governadores do Rio de Janeiro, Col. 77 Livro VIII, 1699-1708 fls. 139-141. Arquivo Nacional, Rio de Janeiro.). Em 1711 (época da invasão do corsário René Duguay-Trouin) contava com seis peças de artilharia (BARRETTO, 1958:219). O Governador da capitania do Rio de Janeiro, Antônio de Brito Freire de Menezes (1717-1719), relatou à Coroa que "fora da barra, se achavam duas baterias, uma, por detrás da Fortaleza de Santa Cruz, na praia que chamam de Vargem (…)" e que "a bateria da praia da Vargem fica entre dois outeiros altíssimos (…) composta de terra e fachina e se acha arruinada". O relatório adita que isso não é motivo para desprezá-la "porque não defende só algumas roças vizinhas, como diz o brigadeiro [João] Massé, mas a serra, em cuja ponta está a Fortaleza de Santa Cruz, e lhe fica servindo de padrasto." ("Conta sobre a fortificação e artilharia e mais fortalezas da Praça do Rio de Janeiro", 1718. RIHGB. Tomo LV Vol. I. p. 222-227). Essa situação agravou-se até 1767, quando se encontrava bastante arruinada ("Planta e vestígios do Forte de Santo Antônio da praia de Fora", c. 1767. Arquivo Histórico Ultramarino, Lisboa) (IRIA, 1966:77).
O "Relatório do Marquês de Lavradio, Vice-Rei do Rio de Janeiro, entregando o Governo a Luiz de Vasconcellos e Souza, que o sucedeu no vice-reinado", datado do Rio de Janeiro em 19 de junho de 1779, informa: "(…) [A Fortaleza do Pico] do mesmo modo defende a praia de fora, aonde também mandei fazer uma defesa daquele porto que ali há, e sem embargo de não ser uma grande obra, está quase concluída." (p. 426) (RIHGB, Tomo IV, 1842. p. 409-486.). Encontra-se relacionada no "Mapa das Fortificações da cidade do Rio de Janeiro e suas vizinhanças", que integra as "Memórias Públicas e Econômicas da cidade de São Sebastião do Rio de Janeiro para uso do Vice-Rei Luiz de Vasconcellos, por observações curiosas dos anos de 1779 até o de 1789" (RIHGB, Tomo XLVII, partes I e II, 1884. p. 34). Este segundo documento (mapas e tabelas) originalmente devia se encontrar em apenso ao primeiro.
À época do Brasil Império, no Período Regencial, o Decreto de 24 de dezembro de 1831 determinou o seu desarmamento (SOUZA, 1885:103). Posteriormente, no contexto da Questão Christie (1862-1865), recebeu obras de reforço, estando artilhada à época (1885) com vinte e quatro peças de calibre 24 (op. cit., p. 103-104). A estrada que a interliga ao Forte D. Pedro II do Imbuí iniciou-se em 1865, tendo a sua artilharia sido recolhida ao Arsenal de Guerra em 1902. Em 1887 foi artilhada com duas peças Armstrong, calibre 17,78 (7"), instaladas à barbeta, hoje ornamentando o seu pátio da Bandeira.
Denominada como Forte Marechal Floriano (BARRETTO, 1958:219) provávelmente à época da República Velha (1889-1930), em 1938 foi incorporada ao conjunto do Forte Barão do Rio Branco.